# Платт, Луиза
Луиза Платт (англ. Louise Platt, род. 3 августа 1915, Стамфорд — 6 сентября 2003, Гринпорт, Нью-Йорк) — американская актриса театра, кино и телевидения.

## Биография
Платт родилась в Стамфорде, штат Коннектикут. Выросла в Аннаполисе. Её отец служил дантистом в ВМФ.
Актёрская карьера Луизы Платт началась с летнего театра в Сафферне. В 1938 году, после двух лет на Бродвее Платт начала сниматься в кино. Наибольшую известность ей принесла роль беременной жены офицера в вестерне «Дилижанс» режиссёра Джона Форда. Она вернулась на Бродвей в 1941 году, успев сняться в семи фильмах.

## Смерть
Луиза Платт умерла 6 сентября 2003 года в больнице Гринпорта в возрасте 88 лет. Причина её смерти не была названа.

## Фильмография
| Год  |   | Русское название             | Оригинальное название | Роль              |
| ---- | - | ---------------------------- | --------------------- | ----------------- |
| 1938 | ф | Я снова встретила мою любовь | I Met My Love Again   | Бренда Уэйн       |
| 1938 | ф | Порождение севера            | Spawn of the North    | Дайан Тарлон      |
| 1939 | ф | Дилижанс                     | Stagecoach            | Люси Мэллори      |
| 1939 | ф | Не рассказывай сказки        | Tell No Tales         | Эллен Фрейзер     |
| 1940 | ф | Забытые девушки (1940)       | Забытые девушки       | Джуди Уингейт     |
| 1940 | ф | Капитан Осторожность         | Captain Caution       | Корунна Дорман    |
| 1942 | ф | Улица удачи                  | Street of Chance      | Вирджиния Томпсон |